# イソクエン酸エピメラーゼ
イソクエン酸エピメラーゼ (イソクエンさんエピメラーゼ、英: isocitrate epimerase、EC 5.1.2.6) は、以下の化学反応を触媒する酵素である。
(1R,2S)-1-ヒドロキシプロパン-1,2,3-トリカルボン酸 {\displaystyle \rightleftharpoons } (1S,2S)-1-ヒドロキシプロパン-1,2,3-トリカルボン酸従って、この酵素の基質は(1R,2S)-1-ヒドロキシプロリン-1,2,3-トリカルボン酸のみ、生成物は(1R,2S)-1-ヒドロキシプロリン-1,2,3-トリカルボン酸のみである。
この酵素は、異性化酵素、特にヒドロキシ酸やその誘導体に作用するラセマーゼやエピメラーゼに分類される。系統名は、(1R,2S)-1-ヒドロキシプロパン-1,2,3-トリカルボン酸 1-エピメラーゼ((1R,2S)-1-hydroxypropane-1,2,3-tricarboxylate 1-epimerase)である。